# Joachim Heinrich Oppenheim
Joachim Heinrich Oppenheim, auch Joachim Ḥayyim Oppenheim bzw. Joachim Chajim [Chaim] Oppenheim oder kurz Joachim Oppenheim (* 29. September 1832 in Eibenschütz, Mähren, Kaisertum Österreich; † 27. April 1891 in Berlin), war ein mährisch-jüdischer Gelehrter, Autor und Rabbiner in Jamnitz, Eibenschütz und Thorn.

## Leben
Joachim Oppenheim erhielt seine erste religiöse Erziehung von seinem Vater Bernhard Issachar Baer Oppenheim, dem Rabbiner von Eibenschütz. 1849–1853 besuchte er das Gymnasium in Brünn und ging anschließend nach Wien, wo er an der Universität Wien seine talmudischen Studien beim Rabbiner Lazar Horowitz betrieb. Nachdem er das Studium mit Erfolg beendet hatte, wurde er 1858 nach ins mährische Jamnitz berufen, wo er seinem Bruder David Oppenheim als Rabbiner folgte, und 1860 in Ivančice in diesem Amt seinen Vater ablöste. Von 1868 bis zu seinem Tod war er Rabbiner in Thorn. Er starb nach einer Operation in Berlin.
Sein Sohn Berthold Oppenheim war Rabbiner in Olmütz, seine Tochter Ida Oppenheim (1864–1935) schrieb Romane und Ghettogeschichten.

## Veröffentlichungen
- Das Tal-Gebet, Wien 1862
- Toledot ha-Mishnah, Presburg 1882, ursprünglich in Bet Talmud erschienen.
- Zudem veröffentlichte er (vorzugsweise hebräisch) in zahlreichen jüdischen Zeitschriften, u. a. in Monatsschrift von Frankel, Homiletische Monatsschrift von Sonnenschein, Jeschurun von Kobak, Ha-Maggid, Ha-Karmel, Ha-Shaḥar, Bet Talmud sowie in mehreren jüdischen Jahrbüchern.

## Quelle
- Gotthard Deutsch: Joachim (Ḥayyim) Oppenheim.  In: Isidore Singer (Hrsg.): Jewish Encyclopedia. Band  9, Funk and Wagnalls, New York 1901–1906, S. 410.

| Personendaten    | Personendaten                                 |
| ---------------- | --------------------------------------------- |
| NAME             | Oppenheim, Joachim Heinrich                   |
| ALTERNATIVNAMEN  | Oppenheim, Joachim Ḥayyim; Oppenheim, Joachim |
| KURZBESCHREIBUNG | mährischer Rabbiner                           |
| GEBURTSDATUM     | 29. September 1832                            |
| GEBURTSORT       | Eibenschütz, Kaisertum Österreich             |
| STERBEDATUM      | 27. April 1891                                |
| STERBEORT        | Berlin                                        |